# 9480 Inti
9480 Inti este un asteroid din centura principală de asteroizi.

## Descriere
9480 Inti este un asteroid din centura principală de asteroizi. A fost descoperit pe 24 septembrie 1960 la Observatorul Palomar de Cornelis Johannes van Houten, Ingrid van Houten-Groeneveld și Tom Gehrels. Asteroidul prezintă o orbită caracterizată de o semiaxă mare de 3,13 ua, o excentricitate de 0,15 și o înclinație de 0,6° în raport cu ecliptica.